# Ji Xianlin

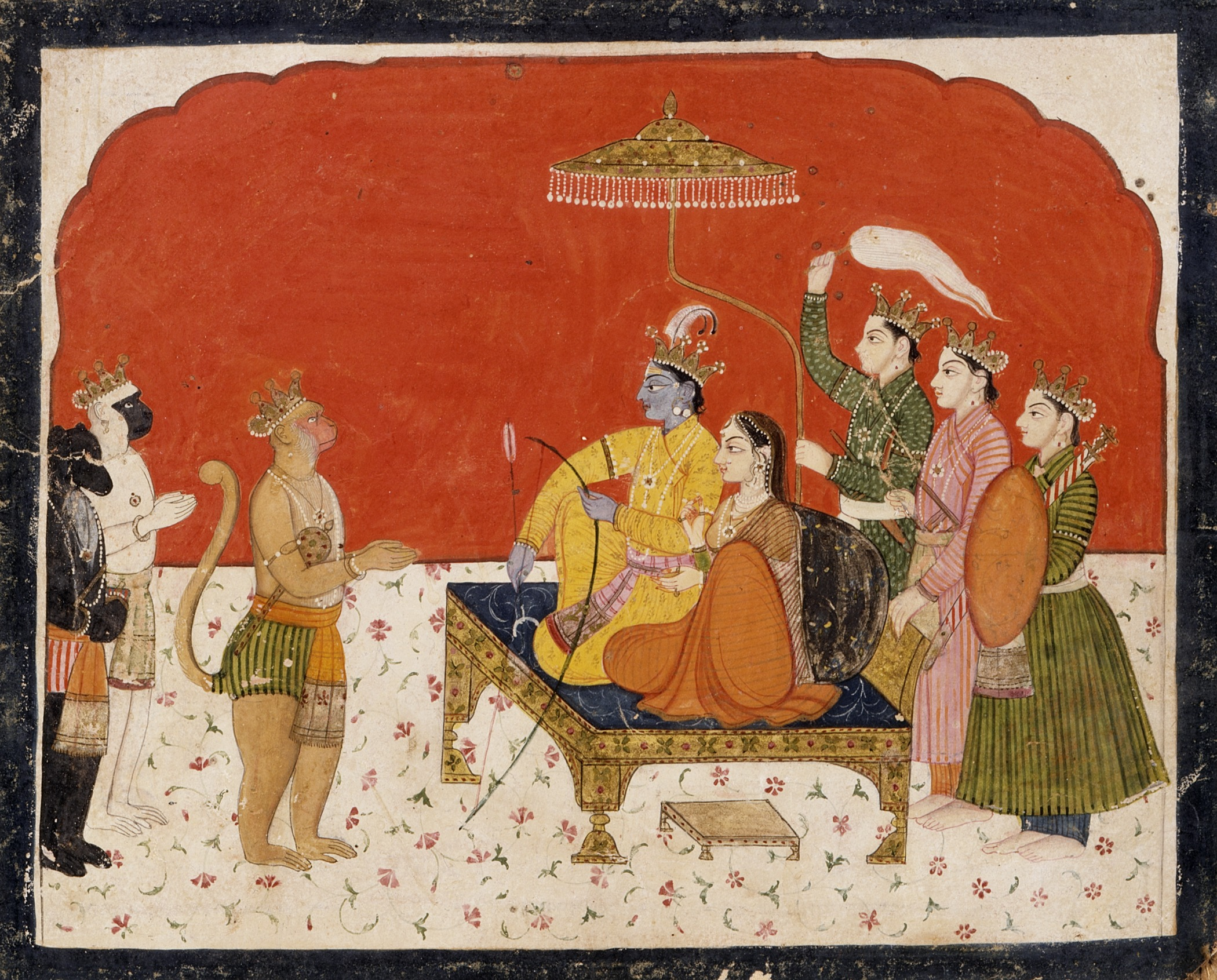
Ilustracja z Ramajany

Ji Xianlin (ur. 6 sierpnia 1911 w Linqing w prowincji Shandong, zm. 11 lipca 2009 w Pekinie) – chiński historyk, paleograf i pisarz.
Ukończył szkołę podstawową, średnią i uniwersytet w Jinan, następnie w 1930 roku rozpoczął studia na pekińskim Uniwersytecie Tsinghua, gdzie uzyskał tytuł magistra literatury zachodniej. W 1935 roku, w ramach wymiany studenckiej, wyjechał do Niemiec, gdzie na Uniwersytecie w Getyndze studiował język pali, sanskryt i języki tocharskie. Tam też w 1941 roku doktoryzował się.
W 1946 roku powrócił do Chin, gdzie jako profesor Uniwersytetu Pekińskiego rozpoczął pracę w nowo utworzonej katedrze języków wschodnich. Specjalizował się w historii i kulturze starożytnych Indii. W 1956 roku został przewodniczącym wydziału nauk społecznych Chińskiej Akademii Nauk.
W czasie rewolucji kulturalnej potajemnie przełożył na język chiński Ramajanę. Swoje wspomnienia z tego okresu opisał w wydanej 1998 roku autobiografii Życie w oborze.
W 1978 został wicerektorem Uniwersytetu Pekińskiego i dyrektorem instytutu badawczego Azji Południowej Chińskiej Akademii Nauk Społecznych. Przewodniczył także wielu organizacjom, m.in. Chińskiemu Towarzystwu Azji Południowej i Chińskiemu Towarzystwu Językowemu. W 1986 roku opublikował artykuł na temat Hu Shi, przyczyniając się do rehabilitacji jego dorobku naukowego, wcześniej z powodów politycznych znajdującego się w ChRL na indeksie. W 1998 roku opublikował tłumaczenie zapisanego w języku tocharskim A tekstu Maitreyasamiti-Nataka, odkrytego w 1974 roku w Yanqi w Xinjiangu.
Zajmował się badaniem historycznych związków między Chinami i Indiami, m.in. historią przenikania buddyzmu do Chin i chińskich wynalazków do Indii. Historii Indii poświęcił 7 książek, przełożył także wiele dzieł z sanskrytu na chiński. 26 stycznia 2008 roku, w Dzień Republiki, jako pierwszy Chińczyk został odznaczony przez rząd indyjski orderem Padma Bhushan.
Uważał, że proces wymiany międzykulturowej jest podstawową siłą napędową postępu ludzkości, a poznawanie obcych kultur jest drogą do osiągnięcia powszechnej harmonii. Dzielił ludzkość na cztery wielkie kręgi kulturowe: chiński, indyjski, arabsko-islamski i europejsko-amerykański, z czego pierwsze trzy są kulturami Wschodu, a ostatnia kulturą zachodnią. Sprzeciwiał się eurocentryzmowi i nawoływał do zacieśnienia wymiany kulturowej między Wschodem i Zachodem, co miało jego zdaniem odmłodzić oba kręgi kulturowe. Uważał, że ciągłość chińskiej kultury przez 5000 lat jest wynikiem ciągłych zapożyczeń z zewnątrz, który porównywał do „zastrzyków świeżej krwi”.